# Leutald I
Leutald I van Mâcon (ca. 915 - 3 november 961) was een zoon van Alberik I van Mâcon. Hij werd in 942 medegraaf van Mâcon samen met zijn vader, alvorens deze op te volgen. Leutald doet verschillende schenkingen aan de abdij van Cluny en Saint-Vincent te Mâcon. Hij hield zich ook bezig met de geneeskunst. Hij was gehuwd met Ermengarde, zuster van Giselbert van Chalon, in zijn tweede huwelijk met Berta, en in zijn derde huwelijk met Richildis (ook Collatia) dochter van Richard I van Bourgondië. Leutald werd opgevolgd door zijn zoon Alberik II, uit zijn eerste huwelijk.